# Bălți
Bălți (az 1989 előtt használatos, ún. moldáv nyelven: Бэлць, oroszul: Бельцы) egy moldovai város. Területét és gazdasági jelentőségét tekintve az ország második, lakosságát tekintve az ország harmadik legnagyobb városa.

## Fekvése
Az ország északi részén, a Răut folyó partján található.

## Média

### Televízió
- TV-Bălți

### Rádió
A városban több helyi rádió van: Kiss FM, Pro FM, Radio 21/Hit Radio és Național FM/Fresh FM, Radio Chanson, Русское Радио (Russkoje Radio). Az állami rádió neve Teleradio Moldova.

## Testvértelepülések
- Gyula, Magyarország
- Csíkszereda, Románia
- Sztrij, Ukrajna
- Hmelnickij, Ukrajna
- Szmoljan, Bulgária
- Larissa, Görögország
- Orsa, Fehéroroszország
- Vicebszk, Fehéroroszország
- İzmir, Törökország
- Lakeland, Florida, Amerikai Egyesült Államok
- Płock, Lengyelország
- Podolszk, Oroszország